# Église Sainte-Bernadette de Strasbourg
L'église Sainte-Bernadette est une église catholique située rue de l'Ill dans le quartier de la cité de l'Ill à Strasbourg.